# 愛媛県道127号伊予寒川停車場線
愛媛県道127号伊予寒川停車場線（えひめけんどう127ごう いよさんがわていしゃじょうせん）は、愛媛県四国中央市を通る一般県道である。

## 概要
四国中央市寒川町のJR四国予讃線 伊予寒川駅前から国道11号まで約63 m。

### 路線データ
- 起点：愛媛県四国中央市寒川町（JR四国予讃線 伊予寒川駅前）
- 終点：愛媛県四国中央市寒川町（寒川駅前交差点、国道11号交点）
- 総延長：約63 m

## 地理

### 通過する自治体
- 四国中央市

### 交差する道路
| 交差する道路            | 交差する場所 | 交差する場所          |
| ----------------------- | ------------ | --------------------- |
| 国道11号 国道192号 重複 | 寒川町       | 寒川駅前交差点 / 終点 |

### 沿線
- JR四国予讃線 伊予寒川駅